# Live and Dangerous
| 전문가 평가                      | 전문가 평가 |
| 평가 점수                        | 평가 점수   |
| 출처                             | 점수        |
| -------------------------------- | ----------- |
| AllMusic                         | [ 3 ]       |
| Classic Rock                     | 10/10       |
| Collector's Guide to Heavy Metal | 9/10        |
| Sputnikmusic                     | 5.0/5       |

《Live and Dangerous》는 아일랜드의 하드 록 밴드 씬 리지가 1978년 6월에 발매한 라이브 더블 음반이다. 1976년 런던, 1977년 필라델피아와 토론토에서 녹음되었고, 파리에서 추가 제작이 이루어졌다. 발매 직후 밴드를 탈퇴한 기타리스트 브라이언 로버트슨이 피처링한 마지막 씬 리지 음반이기도 하다.
이 밴드는 프로듀서 토니 비스콘티가 전체 스튜디오 세션에서 작업할 시간이 충분하지 않자 라이브 음반을 발매하기로 결정했다. 이 그룹은 이전 투어의 다양한 아카이브 녹음을 통해 듣고 베스트 버전에서 음반을 편집했다. 1978년 초 파리 라이브 음반에 다양한 스튜디오 오버더빙으로 제작되었다. 정확히 얼마나 많은 음반이 오버더빙되었는가는 발매 이후 논쟁거리가 되었다. 이 음반은 영국 음반 차트에서 2위에 올랐고, 결국 50만 장 이상이 팔렸다. 그것은 계속해서 비평가들의 찬사를 끌어왔고 그것은 역사상 가장 위대한 라이브 음반의 몇몇 리스트에 등장했다.

## 녹음
1970년대 중반까지 씬 리지는 기타리스트 스콧 고럼, 브라이언 로버트슨과 함께 창단의 멤버, 리드 싱어 겸 베이시스트 필 라이넛, 드러머 브라이언 다우니를 중심으로 안정화되었다. 이 밴드는 몇몇 히트 싱글로 상업적인 성공을 거두었고, 리딩 페스티벌을 헤드라이닝하는 것을 포함한 강력한 라이브 팔로잉을 개발했다. 로버트슨은 1977년에 잠시 밴드를 떠났지만 그 후에 돌아왔다. 이 그룹은 1978년 초에 새 스튜디오 음반을 만들 계획이었다. 프로듀서 토니 비스콘티와 함께 작업하면서 씬 리지는 음반 《Bad Reputation》로 상업적인 성공을 유지했고, 그 그룹은 그와 다시 함께 작업하기를 원했다. 하지만 비스콘티는 일정이 매우 빡빡했고 다른 아티스트들을 위해 여러 장의 음반을 제작하는 데 전념해왔기 때문에,라이넛은 대신 2주 동안 이전 음반들의 라이브 음반을 함께 만들자고 제안했다.

## 발매
《Live and Dangerous》는 1978년 6월 2일 더블 음반으로 발매되었다. 영국에서는 버티고 레코드에 발표되어 《그리스》 사운드트랙 음반이 1위를 차지하면서 영국 음반 차트 2위에 올랐다. 62주 동안 차트에 머물렀고 결국 60만 장이 팔렸다. 이 음반은 또한 이 밴드가 머큐리 레코드를 떠난 후 미국에서 워너 브라더스 레코드가 발매한 첫 음반이기도 했다. 음반 수록곡 〈Rosalie / Cowgirl's Song〉는 앙코르 빈도가 높았지만 음반에 수록되지 않은 〈Me And The Boys〉의 라이브 버전으로 뒷받침된 곡으로 지난 4월 발매돼 영국 싱글 차트 20위에 올랐다.
밴드는 음반 홍보를 위해 투어를 시작했지만, 이비자에서의 일회성 공연 후, 라이엇과 로버트슨은 신랄한 논쟁을 벌였다. 이후 로버트슨은 씬 리지를 영구히 그만두고 레인보우의 베이시스트 지미 베인과 와일드 호스를 결성했다. 그는 1974년과 1977년에 이미 밴드 멤버로 활동했던, 돌아온 게리 무어로 대체되었다.
이 음반은 1989년에 CD로 재발매되었다. 레인보우 시어터 콘서트의 1978년 3월 장면은 VCL 비디오가 VHS를 통해 처음 공개했으며, 1994년 캐슬 커뮤니케이션즈가 60분 편집한 것으로 《Live & Dangerous》라는 제목으로 발매되었다. 이 영상은 1983년 1월 26일 고별 투어의 쇼와 1970년대 《탑 오브 더 팝스》 클립 4개 등 다른 그룹 공연과 함께 2007년 DVD로 공개되었다.
2009년에는 라이브 음반 《Still Dangerous》가 발매되었는데, 이 음반은 1977년 10월 20일 필라델피아에서 열린 《Live and Dangerous》의 일부에 사용되었던 공연의 내용을 담고 있다. 비록 《Still Dangerous》는 오버더빙이 전혀 없는 라이브지만, 두 음반 사이에는 트랙의 오버랩이 있다.

## 곡 목록
모든 곡들은 특별한 언급이 없는 한 필 라이넛에 의해 작사/작곡하였다.
| #  | 제목                         | 작사·작곡                                             | 재생 시간 |
| -- | ---------------------------- | ----------------------------------------------------- | --------- |
| 1. | 〈Jailbreak〉                |                                                       | 4:31      |
| 2. | 〈Emerald〉                  | 브라이언 다우니, 스콧 고럼, 라이넛, 브라이언 로버트슨 | 4:18      |
| 3. | 〈Southbound〉               |                                                       | 4:44      |
| 4. | 〈Rosalie / Cowgirl's Song〉 | 밥 시거 / 다우니, 라이넛                              | 4:00      |

| #  | 제목                                                           | 작사·작곡            | 재생 시간 |
| -- | -------------------------------------------------------------- | -------------------- | --------- |
| 5. | 〈Dancing in the Moonlight (It's Caught Me in Its Spotlight)〉 |                      | 3:50      |
| 6. | 〈Massacre〉                                                   | 다우니, 고럼, 라이넛 | 2:46      |
| 7. | 〈Still in Love with You〉                                     |                      | 7:40      |
| 8. | 〈Johnny the Fox Meets Jimmy the Weed〉                        | 다우니, 고럼, 라이넛 | 3:32      |

| #  | 제목                          | 작사·작곡                      | 재생 시간 |
| -- | ----------------------------- | ------------------------------ | --------- |
| 1. | 〈Cowboy Song〉               | 다우니, 라이넛                 | 4:40      |
| 2. | 〈The Boys Are Back in Town〉 |                                | 4:30      |
| 3. | 〈Don't Believe a Word〉      |                                | 2:05      |
| 4. | 〈Warriors〉                  | 고럼, 라이넛                   | 3:52      |
| 5. | 〈Are You Ready〉             | 다우니, 고럼, 라이넛, 로버트슨 | 2:40      |

| #  | 제목                     | 작사·작곡                      | 재생 시간 |
| -- | ------------------------ | ------------------------------ | --------- |
| 6. | 〈Suicide〉              |                                | 5:00      |
| 7. | 〈Sha La La〉            | 다우니, 라이넛                 | 4:18      |
| 8. | 〈Baby Drives Me Crazy〉 | 다우니, 고럼, 라이넛, 로버트슨 | 6:36      |
| 9. | 〈The Rocker〉           | 에릭 벨, 다우니, 라이넛        | 3:58      |